# Pentaèdre
 (février 2023).
Si vous disposez d'ouvrages ou d'articles de référence ou si vous connaissez des sites web de qualité traitant du thème abordé ici, merci de compléter l'article en donnant les références utiles à sa vérifiabilité et en les liant à la section « Notes et références ».

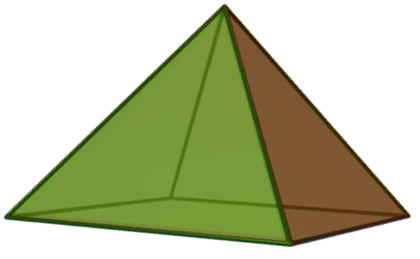
Une pyramide à base carrée

Un pentaèdre est un polyèdre à cinq faces. Il en existe deux sortes :
- avec une face quadrilatérale et quatre faces triangulaires, i.e. une pyramide à quatre côtés (régulière ou irrégulière), telle que la pyramide à base carrée

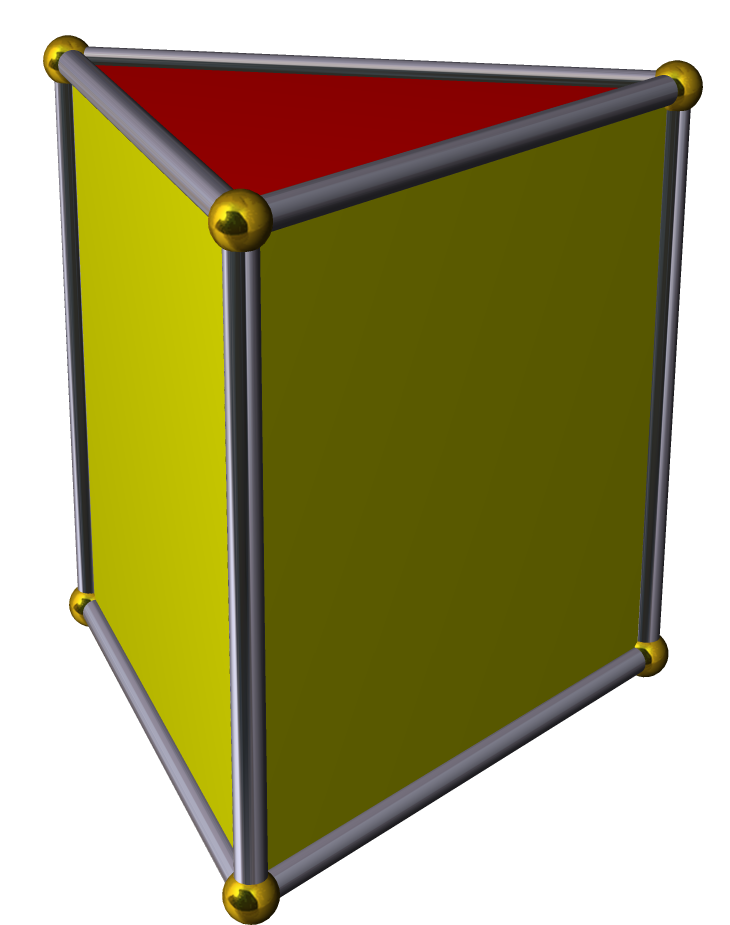
Un prisme triangulaire

- avec trois faces quadrilatérales adjacentes deux à deux et deux faces triangulaires non-adjacentes, par exemple un prisme triangulaire, un tronc pyramidal triangulaire, ou tout autre pyramide triangulaire tronquée (i.e. une avec les plans de triangles non-parallèles).